# Autodafé

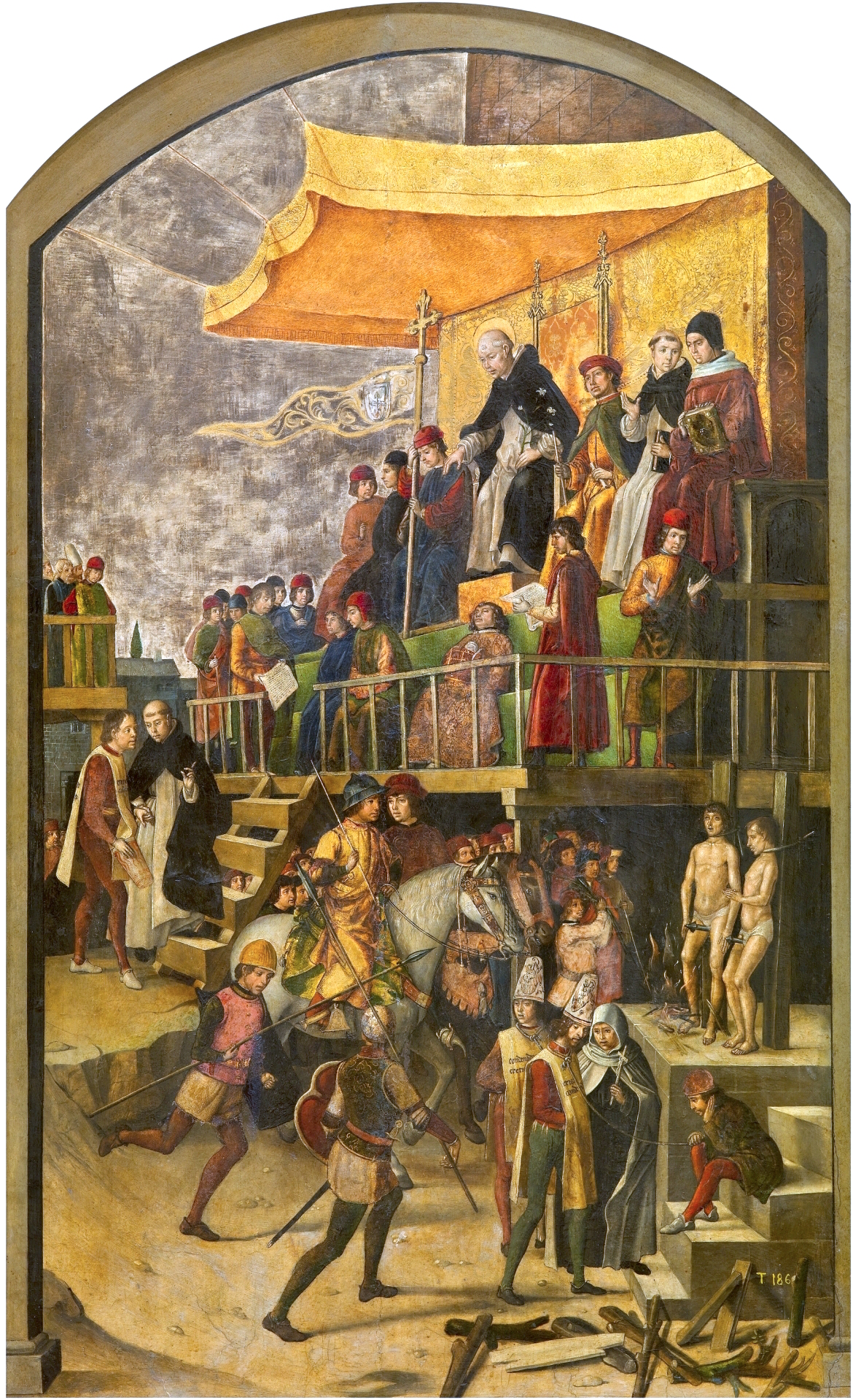
Autodafé na obrázku z roku (1475)

Autodafé (z port. auto-da-fé, jež pochází z latinského lat. actus fidei, „akt víry“) je slavnostní vyhlášení inkvizičního rozsudku nad kacířem či odpadlíkem u španělské či portugalské inkvizice, která předcházela jeho vydání světské spravedlnosti, která na něm následne vykonala trest smrti nebo jiný způsob potrestání, například tělesné tresty (bičování, ocejchování žhavým železem) nebo poslání na galeje.
Během 15.-17. století bývala autodafé prováděna veřejně na náměstí nebo v blízkosti popraviště, rituál byl mimořádně teatrální a pompézní, obvinění byli oblečeni do potupných žlutých plášťů sambenitos, na hlavách měli nasazené vysoké papírové čepice kuželovitého tvaru, někdy pomalované plameny a postavami ďáblů, v rukou často drželi svíce. Důraz byl kladem na maximální ponížení odsouzených a odstrašení přihlížejících.
Později se celý proces přenesl do kostela a od 18. století převládla praxe tzv. autollos, neveřejných vyhlášení rozsudku v soudní síni. 
V řadě uměleckých děl či ve veřejném povědomí je pojem autodafé nesprávně ztotožňován s vykonáním rozsudku, zejména upalováním kacířů či pálením kacířských knih. V průběhu autodafé někdy skutečně docházelo k demonstrativnímu spálení odsouzené kacířské knihy, ne však poprava. Ta mohla být vykonána až po skončení autodafé, kdy byl odsouzenec církevními úřady vydán světské spravedlnosti k vykonání rozsudku, inkvizice sama neměla kompetenci vykonávat trest smrti, mohla ale vyžadovat jeho vykonání po světské autoritě.